# اریفیل

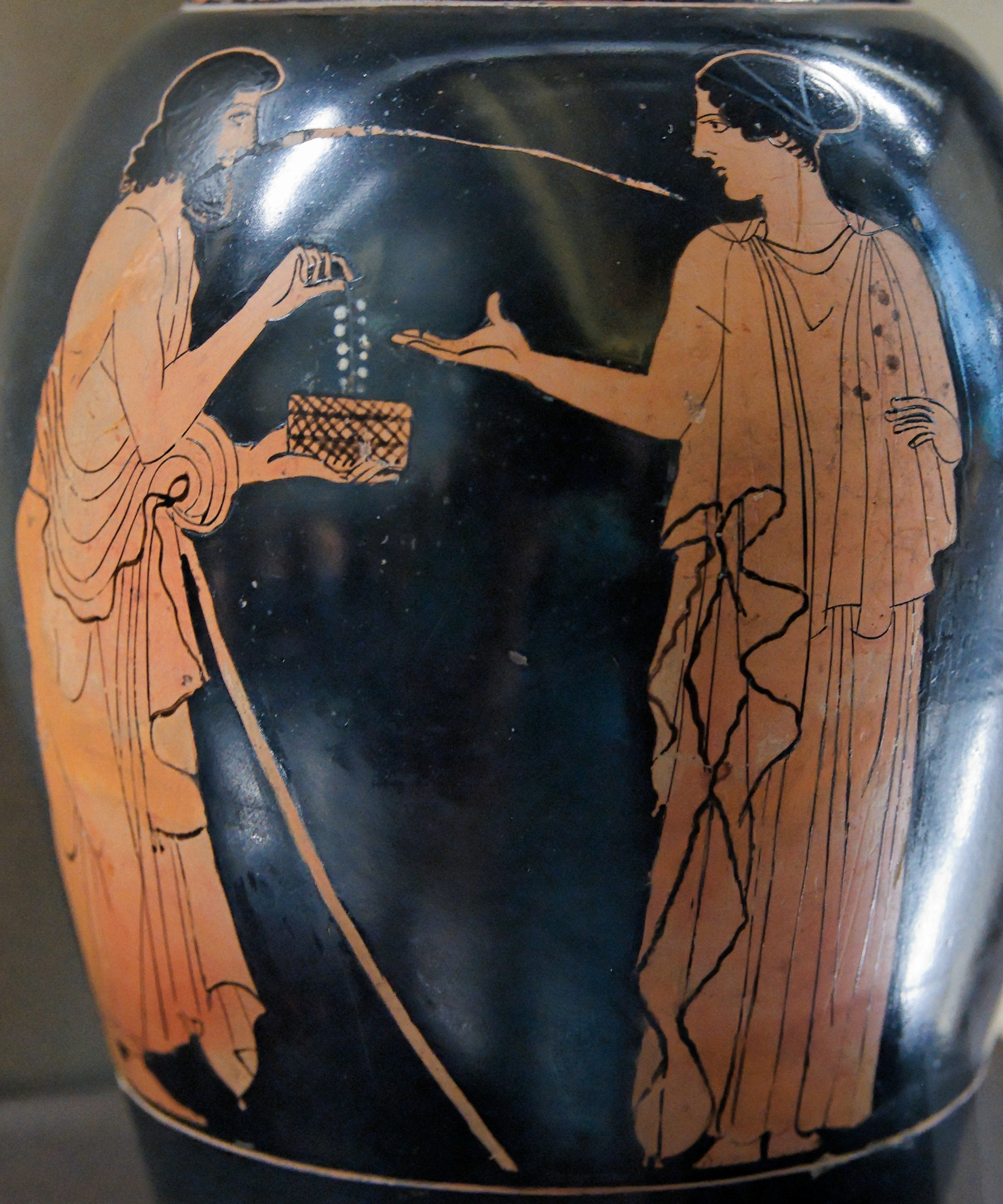
اریفیل گردنبند هارمونیا را می گیرد

اریفیل (انگلیسی: Eriphyle) شخصیتی در اسطوره‌شناسی یونانی بود که در ازای گردنبند هارمونیا (که گردنبند اریفیل نیز نامیده می‌شود) که توسط پولونیکس به او داده شد، شوهرش آمفیاروس را متقاعد کرد که به هفت نفر در برابر تبس بپیوندد. سپس او توسط پسرش آلکمایون کشته شد.